# Halticoptera mustela
Halticoptera mustela är en stekelart som först beskrevs av Walker 1839.  Halticoptera mustela ingår i släktet Halticoptera och familjen puppglanssteklar. Inga underarter finns listade i Catalogue of Life.